# Giovanni Barrata
Pour les articles homonymes, voir Baratta.
Giovanni Barrata (né à Rome, Italie, et mort en 1191) est un cardinal italien du XIIe siècle.

## Biographie
Le pape Clément III le crée cardinal lors du consistoire du septembre 1190. Il participe à l'élection du pape Célestin III en 1191.